# سیراکووو (استان خاسکوو)
سیراکووو (به بلغاری: Sirakovo) یک منطقهٔ مسکونی در بلغارستان است که در Mineralni Bani واقع شده‌است.